# 임충실
임충실(1996년 1월 10일~)는 대한민국의 축구 선수로, 포지션은 수비수이다.

## 구단 경력
2015년 3월 29일, 화이트캡스 FC 2를 상대로 프로 데뷔전을 치렀다.